# Poecile montanus

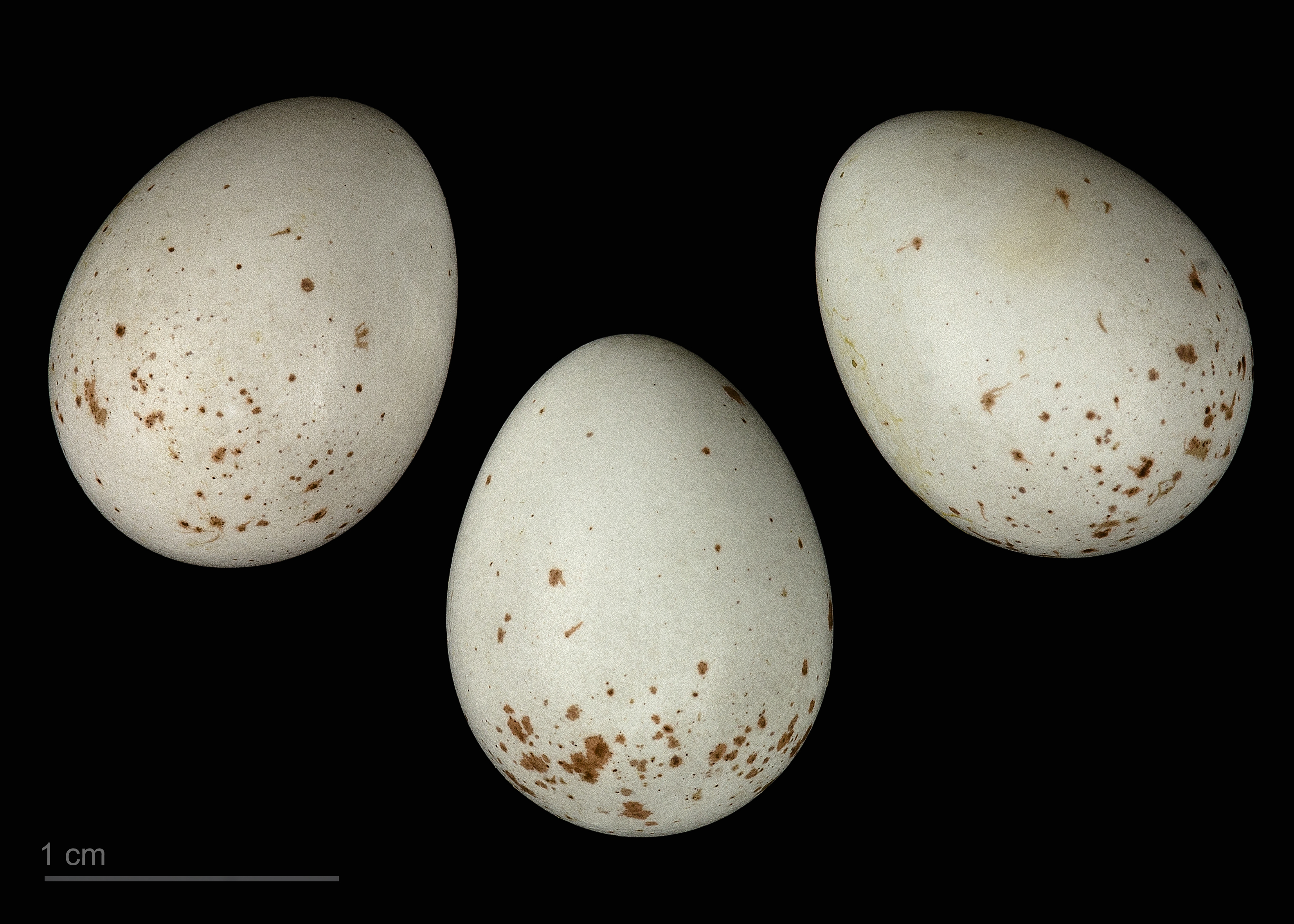
Poecile montanus

Poecile montanus là một loài chim trong họ Paridae.
Loài chim này là một loài thường trú rộng rãi và phổ biến trên khắp ôn đới và cận Bắc Cực châu Âu và Bắc Á. Chúng chuyên sống ở khu vực cây hạt trần chứ không phải như loài bạc má đầm lầy có mối liên quan chặt chẽ, điều này giải thích loài này sinh sống xa hơn về phía bắc. Chúng là loài định cư, hầu hết các cá thể bạc má này không di trú.